# Przyrodoznawstwo opisowe
Przyrodoznawstwo opisowe jest to:
1. odmiana przyrodoznawstwa;
2. (wywodząca się z czasów Oświecenia) nazwa dla zbioru dyscyplin biologicznych, geograficznych, geologicznych i innych takich, w których  prawa i hipotezy wyrażające związki między zjawiskami nie są ujmowane w zależności matematyczne, lub zależności owe mają znaczenie drugorzędne.

Przyrodoznawstwu opisowemu przeciwstawiane jest matematyczne przyrodoznawstwo traktowane jako zbiór dyscyplin przyrodniczych, w których prawa i hipotezy wyrażające związki między zjawiskami ujmowane są w zależności matematyczne.
Granica między obydwiema dziedzinami przyrodoznawstwa nie jest ostra.
Ze względu na to, że znaczna część tego, co tradycyjnie nazywane jest „przyrodoznawstwem opisowym”, coraz częściej i chętniej korzysta z aparatu matematycznego, taki dychotomiczny podział przyrodoznawstwa zastępowany jest innymi podziałami.